# 애플오브디아이
《애플오브디아이》는 대한민국의 연예기획사로 서울 강남구 논현동에 있다.

## 소속 연예인

### 음악가
- 로열 파이럿츠

### 배우
- 김욱
- 권희
- 정현우
- 이수지